# سامانه کاهش پسار

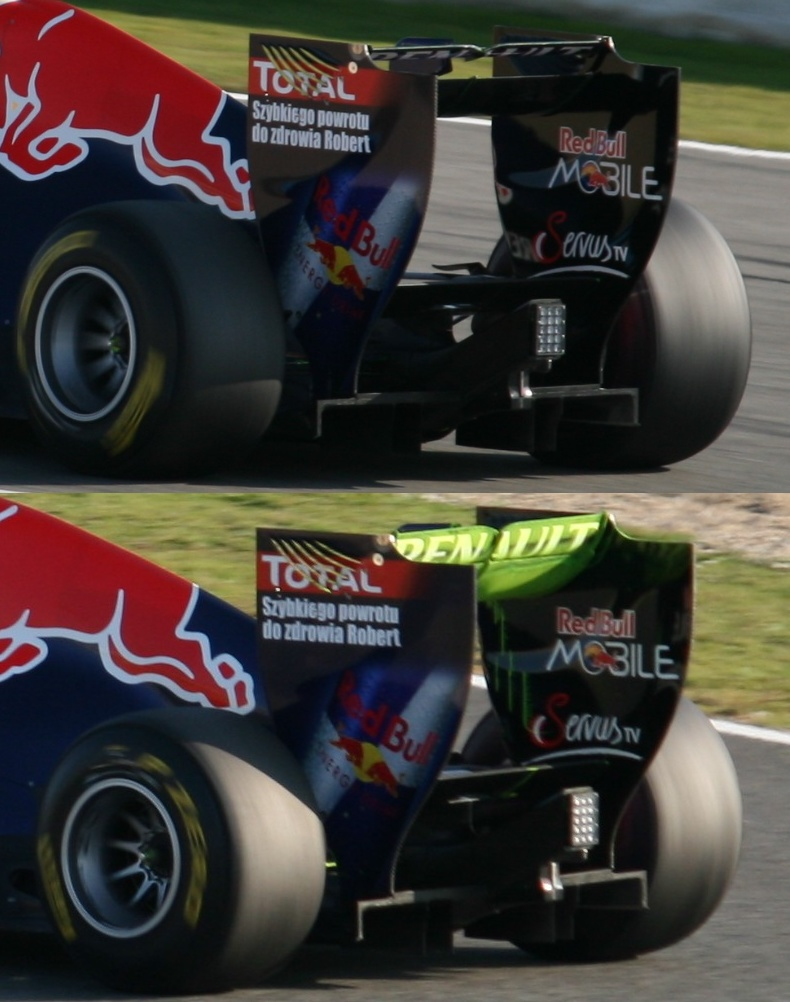
دی‌آراس در موقعیت‌های باز (بالا) و بسته (پایین)

سامانه کاهش پسار (انگلیسی: Drag reduction system) یا دی‌آراس (مخفف انگلیسی: DRS) در ورزش‌های موتوری گونه‌ای از قطعات بدنه خودروی قابل تنظیم توسط راننده، با هدف کاهش نیروی پسار برای افزایش بیشینهٔ سرعت و بهبود قابلیت سبقت‌گیری است. این سامانه در واقع یک بالهٔ عقب قابل تنظیم در خودرو است که در پاسخ به دستورهای صادر شده از سوی راننده حرکت می‌کند. استفاده از سامانهٔ دی‌آراس معمولاً در شرایط خاصی مجاز است؛ به‌عنوان مثال، برای فعال‌سازی دی‌آراس در مسابقات فرمول یک، فاصلهٔ زمانی خودروی عقب‌تر با خودروی جلویی (در زمان عبور هر دو خودرو از نقطهٔ تشخیص فاصله) باید یک ثانیه یا کمتر باشد.
دی‌آراس در فرمول یک در فصل ۲۰۱۱ معرفی شد. استفاده از این سامانه به‌عنوان یک استثنا برای قانون منع‌کنندهٔ استفاده از هرگونه قطعه متحرکی که هدف اصلی آن تأثیر بر قابلیت‌های آیرودینامیکی خودرو باشد، در نظر گرفته شده‌است.

## فرمول یک
اجازه استفاده از سامانهٔ کاهش پسار در مسابقات فرمول یک در سال ۲۰۱۱ از سوی فدراسیون بین‌المللی اتومبیل‌رانی به آئین‌نامه‌های این ورزش افزوده شد. پیش از معرفی این سامانه، قابلیت تنظیم بالهٔ جلوی خودروها توسط رانندگان در فصل ۲۰۱۰ تأثیر چندانی بر قابلیت سبقت‌گیری خودروها نداشت و تیم‌های حاضر در مسابقات با هدف فراهم آوردن فرصت‌های بهتر برای سبقت گرفتن خودروها از یکدیگر و جذابیت بیشتر مسابقات به حذف بالهٔ متحرک جلو و در مقابل به استفاده از این سامانه رأی دادند.

### عملکرد
دی‌آراس در خودروهای فرمول یک با فشردن یک دکمه، کشیدن یک اهرم یا فشردن یک پدال توسط راننده و به‌واسطهٔ حرکت تیغهٔ بالایی بالهٔ عقب خودرو با استفاده از یک فعال‌کنندهٔ هیدرولیکی فعال می‌شود. بازشدن دی‌آراس باعث کاهش نیروی پسار در بالهٔ عقب و افزایش سرعت خودرو جهت سبقت گرفتن از خودروی جلویی می‌شود. فشردن پدال ترمز خودرو این سامانه را غیرفعال کرده و باعث بسته شدن بالهٔ خودرو می‌شود.

### شرایط استفاده
رانندگان در مسابقات فرمول یک در هر زمانی از مراحل تمرین و تعیین خط مجاز به استفاده از دی‌آراس هستند. اما در طول مسابقه، تنها در صورتی می‌توانند از این سامانه استفاده کنند که هنگام عبور از نقاط مشخص شده در مسیر مسابقه، در فاصلهٔ زمانی کمتر از یک ثانیه با خودروی جلویی خود قرار داشته‌باشند.